# Zeuglopleuridae
De Zeuglopleuridae zijn een familie van uitgestorven zee-egels (Echinoidea) uit de orde Camarodonta.

## Geslachten
- Boletechinus Cooke, 1955 †
- Echinocyphus Cotteau, 1860 †
- Zeuglopleurus Gregory, 1889 †